# Kékes
Kékes (wym. /ˈkeːkɛʃ/) – najwyższa (1014 m n.p.m.) góra Węgier, położona w górach Mátra, w północnej części kraju. Na szczycie góry znajduje się wieża telewizyjna.
Nazwa góry wywodzi się z węgierskiego słowa kékes (niebieskawy), gdyż obserwowana jest najczęściej w tym odcieniu.